# 施耐庵文学奖
施耐庵文学奖，全称为施耐庵长篇叙事文学奖，是江苏省兴化市人民政府主办的文學獎，2011年起頒發，以《水浒传》作者施耐庵（據說是興化人）命名。该奖旨在鼓励当代汉语长篇叙事艺术的深度探索与发展，推动汉语长篇叙事的创新与繁荣，进一步提升汉语长篇叙事作品的世界地位。原訂每两年评选一次；但第二屆之後停擺了五年，直到2018年5月才宣布启动第三届评选，10月頒發第三屆獲獎作品。

## 奖项项目
前兩屆的規則是：每两年评选一次，逢单年评奖并颁奖，评奖范围涵盖长篇小说、散文、传记、报告文学、诗歌等长篇叙事文体。每届评出四部作品，其中海外作品一部；另设特别奖，奖励一至二个兴化籍贯作者的奖品，奖金特设。2018年重啟後，获奖作品由每届4部增加为5部，兼顾海外作品和非虚构作品；特别奖由2部缩减为1部。

## 评选标准
- 具有汉语艺术韵味和中华文化[1]
- 突出人的精神状态和生存状态[1]
- 汉语叙事方式的拓新和改进[1]

## 设立宗旨
施耐庵文学奖主旨一共为三个：鼓励当代汉语长篇叙事艺术的深度探索与发展，推动汉语长篇叙事的创新与繁荣，进一步提升汉语长篇叙事作品的世界地位。

## 历届得奖作品
| 年份   | 届数   | 得主   | 作品                  | 備註 |
| 2011年 | 第一届 | 贾平凹 | 《古炉》              |      |
| 2011年 | 第一届 | 阎连科 | 《我与父辈》          |      |
| 2011年 | 第一届 | 董启章 | 《天工開物·栩栩如真》 | 海外 |
| 2011年 | 第一届 | 宁肯   | 《天·藏》             |      |
| 2013年 | 第二届 | 金宇澄 | 《繁花》              |      |
| 2013年 | 第二届 | 李佩甫 | 《生命册》            |      |
| 2013年 | 第二届 | 王安忆 | 《天香》              |      |
| 2013年 | 第二届 | 严歌苓 | 《陆犯焉识》          | 海外 |
| 2018年 | 第三届 | 宗璞   | 《北归记》            |      |
| 2018年 | 第三届 | 陳彥   | 《主角》              |      |
| 2018年 | 第三届 | 付秀莹 | 《陌上》              |      |
| 2018年 | 第三届 | 普玄   | 《疼痛吧指头》        |      |
| 2018年 | 第三届 | 赵本夫 | 《天漏邑》            |      |
| 2020年 | 第四届 | 阿来   | 《云中记》            |      |
| 2020年 | 第四届 | 范小青 | 《灭籍记》            |      |
| 2020年 | 第四届 | 叶兆言 | 《南京传》            |      |
| 2020年 | 第四届 | 麦家   | 《人生海海》          |      |
| 2020年 | 第四届 | 叶舟   | 《敦煌本纪》          |      |
| 2022年 | 第五届 | 東西   | 《回響》              |      |
| 2022年 | 第五届 | 王堯   | 《民謠》              |      |
| 2022年 | 第五届 | 余華   | 《文城》              |      |
| 2022年 | 第五届 | 路內   | 《雾行者》            |      |
| 2022年 | 第五届 | 遲子建 | 《烟火漫卷》          |      |
| 2024年 | 第六届 | 鲁敏   | 《金色河流》          |      |
| 2024年 | 第六届 | 魏微   | 《烟霞里》            |      |
| 2024年 | 第六届 | 李宏伟 | 《信天翁要发芽》      |      |
| 2024年 | 第六届 | 郭宝平 | 《范仲淹》            |      |
| 2024年 | 第六届 | 林棹   | 《潮汐图》            |      |

### 特別獎
專門獎勵興化籍作家。
| 年份   | 届数   | 得主   | 作品                       |
| 2011年 | 第一届 | 谷怀   | 《南瓜花》                 |
| 2011年 | 第一届 | 顾坚   | 《青果》                   |
| 2013年 | 第二届 | 王锐   | 《谁说那些年的青涩不是爱》 |
| 2013年 | 第二届 | 刘仁前 | 《浮城》                   |
| 2018年 | 第三届 | 夏小芹 | 《娘已嫁人》               |
| 2020年 | 第四届 | 王玉兰 | 《玉兰和她的孩子们》       |
| 2024年 | 第六届 | 顾维萍 | 《大河之上》               |